# Ex nunc

Ex nunc est une expression latine qui signifie littéralement à partir de maintenant. 
Particulièrement en matière de droit, cette expression est utilisée comme terme juridique pour signifier qu'une mesure ou un jugement n'est valable que pour l'avenir et non pour le passé. Ex nunc est donc utilisé comme synonyme de non-rétroactivité. Le contraire est ex tunc.
Par exemple, dans la situation où une loi nouvelle abroge une loi antérieure, on dit que celle-ci agit ex nunc si elle déploie ses effets à partir de la date de son entrée en vigueur et supprime à partir de cette date les effets de la loi antérieure.